# کنسرت‌مایستر

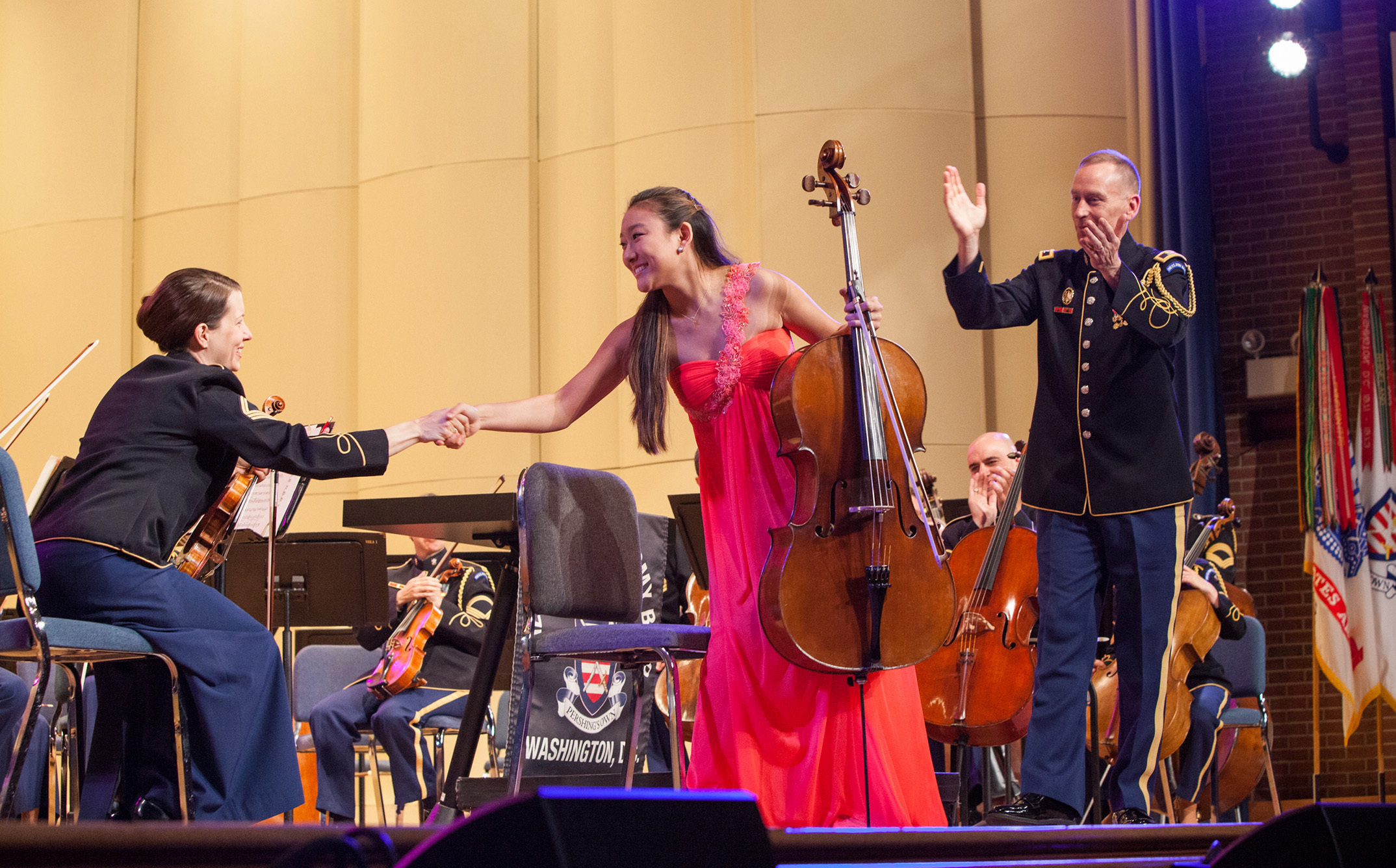
آلیسون پارک، نوازنده ویولنسل ۱۶ ساله از دبیرستان جورج سی. مارشال، پس از اجرا با ارکستر در تالار بروکر در بخش فورت مایر از تالار پایگاه مشترک مایر-هندرسون در ۹ مارس، با گروهبان کریستا اسمیت، رهبر کنسرت، ارکستر ارتش ایالات متحده، دست می‌دهد. سرهنگ تیموتی اس. هولتان، فرمانده TUSAB (سمت راست)، رهبری کنسرت را بر عهده داشت. پارک در دهمین دوره مسابقات سالانه هنرمندان جوان ارکستر در ماه مارس مقام اول را کسب کرد. پارکس و ارکستر پیش از آنکه فینالیست‌های مسابقه و دانش‌آموزان تقدیر شده برای دو قطعه موسیقی پایانی شب به روی صحنه بیایند، کنسرتوی ۱۴۳ ساله کامی سن سانس را اجرا کردند.

کنسرت‌مایْستِر (برگرفته از Konzertmeister در زبان آلمانی) در ارکستر سمفونیک یکی از دستیاران رهبر ارکستر است که هماهنگی گروه ویولن به‌ویژه گروه ویولن اول را بر عهده دارد و خودِ او معمولاً نوازندهٔ ویولن اول و تک‌نواز ویولن (سولو) است.